# شترمرغان
شترمرغان (نام علمی: Struthionidae) نام یک تیره از رده پرنده است.